# 小眼犀孔鲷
小眼犀孔鲷（学名：Poromitra oscitans）为孔头鲷科犀孔鲷属的鱼类。在中国，分布于南海中部到西部及南部深4000米处等，属于远洋深海底层鱼类，體長可達8.2公分。该物种的模式产地在印度洋到东太平洋热带、南中国海南沙群岛皇路礁东水深4000米。

## 扩展阅读
維基物種上的相關：小眼犀孔鲷